# Haemulon sciurus
Haemulon sciurus es una especie de peces de la familia Haemulidae en el orden de los Perciformes.

## Morfología
• Los machos pueden llegar alcanzar los 46 cm de longitud total.

## Distribución geográfica
Se encuentra desde Florida hasta Brasil, incluyendo el Golfo de México y el Mar Caribe.